# Proastiakós
Le terme Proastiakós (en grec moderne : Προαστιακός, « train de banlieue ») désigne plusieurs relations ferroviaires de distance courte ou moyenne, c'est-à-dire un réseau express régional, exploitées par l’entreprise grecque Hellenic Train S.A.
Le nom « Proastiakós » a d'abord été utilisé pour les lignes construites dans l'agglomération d'Athènes et qui relient l'aéroport international d'Athènes et la banlieue dans le nord d'Athènes à Corinthe et à Kiáto dans le nord du Péloponnèse mais aussi la ville portuaire du Pirée avec le nœud ferroviaire d'Acharnés dans le nord-ouest de la capitale.
En 2006, à la suite de la mise en tension de la ligne entre Thessalonique et Larissa le terme « Proastiakós » est aussi utilisé pour les trains omnibus en traction électrique sur cette liaison. Le terme est aussi utilisé en Macédoine-Centrale pour les relations entre Thessalonique et Édessa.
Depuis la mise en service des trains de banlieue de Patras en juillet 2010, Hellenic Train utilise également le terme « Proastiakós » pour les désigner.

## Les réseaux en Grèce
- Athènes
- Thessalonique
- Patras